# THIS IS US (BTOBのアルバム)
『THIS IS US』は韓国の男性アイドルグループ・BTOBによる11枚目のミニアルバムである。2018年6月18日にリリースされた。

## 背景とリリース
2018年5月23日にCUBEエンターテインメントより青い背景にカムバック日6月18日とアルバム名が書かれているGIFが公開された。またメンバーのソンジェはインタビューで「アルバムのヒントを出すとしたら夏バージョンのMissing Youだと思ってくれるといい」と語った。6月4日にはBTOBの公式SNSにてアルバムのコンセプトイメージが公開した。
また本作はメンバー7人揃っての最後の作品である。

## 形態
THIS IS USでは「See」バージョンと「Feel」バージョンの2形態を発売した。「See」バージョンではメンバーが海と浜辺を背景にし笑顔で爽やかなコンセプトであり、「Feel」バージョンではセクシーで夢のようなコンセプトである。

## トラックリスト
| #         | タイトル                                | 作詞      | 作曲・編曲 | アーティスト | 時間 |
| --------- | --------------------------------------- | --------- | ---------- | ------------ | ---- |
| 1.        | 「Call me」                             |           |            |              | 3:16 |
| 2.        | 「너 없인 안 된다 (Only one for me)」   |           |            |              | 3:46 |
| 3.        | 「Yeah」                                |           |            |              | 2:58 |
| 4.        | 「Blue Moon」                           |           |            |              | 4:01 |
| 5.        | 「IceBreaker (이민혁, 프니엘, 정일훈)」 |           |            |              | 2:56 |
| 6.        | 「1,2,3 (BTOB-Blue)」                   |           |            |              | 3:26 |
| 7.        | 「The Feeling」                         |           |            |              | 3:56 |
| 合計時間: | 合計時間:                               | 合計時間: | 24:19      |              |      |

## 音楽番組1位
| 番組名        | 日にち        | エピソード | 参考 |
| ------------- | ------------- | ---------- | ---- |
| SHOW CHAMPION | 2018年6月27日 | 275        |      |
| THE SHOW      | 2018年7月3日  | 154        |      |